# Attila Horváth
Attila Horváth (n. 23 ianuarie 1920, Mureș-Oșorhei, România – d. anii 2010) a fost un chimist, fondator și profesor asistent al Institutului Medico-Farmaceutic din Târgu Mureș. Alături de fratele său, Imre Horváth, a fondat în 1947 fabrica de hârtie fotografică din oraș, care avea să devină singura din țară, dezvoltată ulterior din 1981 sub marca Azomureș.

## Biografie

### Educația
A fost elev la Liceul Romano-Catolic din Târgu Mureș și apoi la Colegiul Reformat. În 1939 a început studiile la Universitatea Regele Ferdinand I din Cluj și a absolvit fizica și chimia la Universitatea Franz Joseph din Cluj în 1944, având o lucrare de doctorat în chimie fizică și mineralogie, acordată summa cum laude de către Dezső Miskolczy. A fost numit stagiar la Departamentul de Chimie Analitică din cadrul universității clujene.

### Activitatea în învățământ
A fost profesor la Satu Mare între 1944–1946 și la Târgu Mureș între 1946–1948.
Între 1960 și 1979 a fost profesor asociat la Școala Normală din Târgu Mureș, iar între 1962 și 1972 a fost șef de catedră și decan al Facultății de Științe Naturale.
În 1948 Attila Horváth, alături de Zoltán Hankó⁠⁠(hu) și István Jablonkay⁠(hu)⁠, a fondat Institutul Medico-Farmaceutic din Târgu Mureș (în maghiară Orvosi és Gyógyszerészeti Intézet). Ideea fondării a revenit lui Zoltán Hankó, aflat în postul de conducere al institutului de farmacie aflat atunci la Universitatea Bolyai din Cluj, mai ales din cauza faptului că institutul era doar unul declarativ iar studenții preferau să urmeze cursurile la alte universități. Dintre studenții transferați din anul III la Târgu Mureș au fost și viitorii farmaciști Gábor Rácz⁠(hu)[traduceți] și Erzsébet Kotilla⁠(hu)[traduceți]. În cadrul instituției a ținut cursuri despre tehnologia farmaceutică, pentru studenții din anul I cursuri de fizică iar pentru anul III cursuri de chimie fizică.
În anul universitar 1947-1948, cei trei lectori au ținut cursuri neplătite, deoarece facultatea a fost creată în timpul anului universitar și nu exista un fond financiar pentru a o plăti. Începând cu 1948, situația a fost rezolvată, iar decanul de atunci, dr. Ferenc Obál, le-a mulțumit. A devenit profesor asistent la recomandarea lui Lajos Csőgör. Din anul universitar 1948-1949 au sosit de la Cluj și cadrele dr. László Mártonfi⁠(hu)[traduceți], dr. Elemér Kopp⁠(hu)[traduceți], dr. Árpád Kiss⁠(hu)[traduceți], dr. Anna Eperjessy⁠(hu)[traduceți] și dr. György Feszt⁠(hu)[traduceți], care au predat chimie anorganică, farmacognozie, chimie analitică și farmacologie.
A fost dat afară din institut în 1952 ca urmare a predării materiilor fără raportare la programă (refuzând să spună despre undele radio ale lui Popov și indicând ca inventatori ai transformatorului modern pe Károly Zipernowsky⁠(en)[traduceți], Ottó Bláthy și Miksa Déri⁠(en)[traduceți]), dar pe lângă altele s-a invocat ca motiv și absolvirea liceului catolic.
A fost profesor asociat la Institut între 1948-1952 iar timp de 11 ani decan al catedrelor de fizică, chimie și matematică din Facultatea de Științe ale Naturii din cadrul Institutului.
A mai fondat Catedra de Fizică și Chimie din Școala Normală, unde a predat fizica în limbile maghiară și română, însă nu a mai fost promovat.
A avut conflicte cu autoritățile comuniste, însă nu a fost scos din învățământ datorită faptului că fabrica de hârtie fotografică, în care era implicat, fusese pusă în funcțiune. Doctoratul său nu a fost recunoscut niciodată de autoritățile române întrucât Universitatea Franz Joseph făcea parte atunci din Regatul Ungariei și nici diploma de lector universitar de la Marosvásárhelyi Orvosi és Gyógyszerészeti Egyetem, necesitând un alt concurs.
De-a lungul timpului a predat la aproximativ șase mii de studenți, dintre care, potrivit autorului Bodolai Gyöngy, mulți au devenit fizicieni și chimiști.
În ultimul an rămas până la pensionare a fost profesor suplinitor la o școală agricolă.
În ciuda faptului că s-a dovedit unul dintre fondatorii Institutului Medico-Farmaceutic din Târgu Mureș, acesta este omis în manualele și revistele de specialitate.

### Activitatea în fabrica de hârtie fotografică

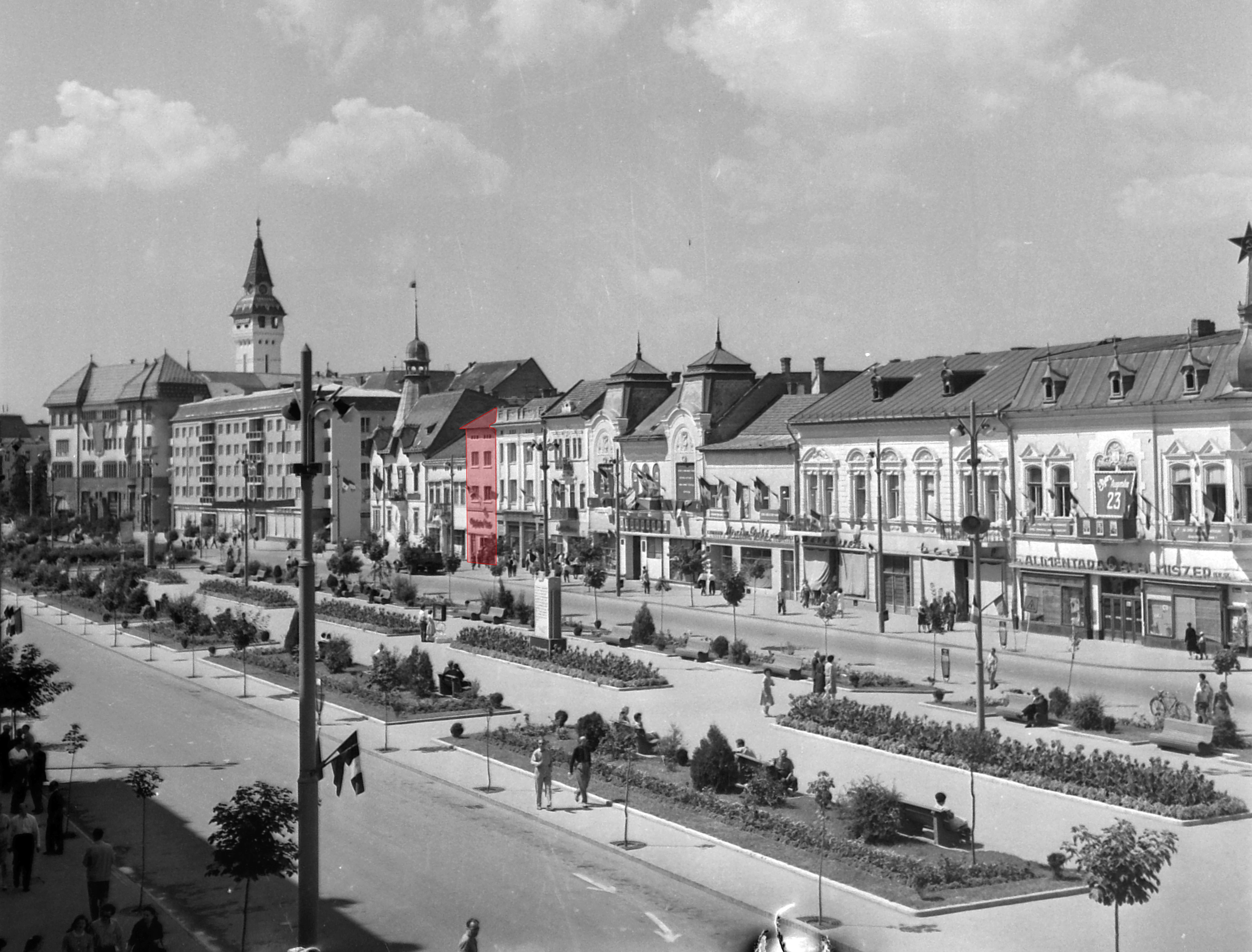
Imobilul din strada Piața Trandafirilor din Târgu Mureș unde sora fraților Imre și Attila avea studioul Foto Horváth.
În acest loc au avut loc experimente fotografice ale acestora. Fotografie din 1961.

Ca urmare a necesității de hârtie fotografică după Al Doilea Război Mondial în Târgu Mureș, dar și a faptului că studioul fotografic al familiei arsese, frații Imre și Attila Horváth (abia venit de la Satu Mare), cu ajutorul unei sore a acestora și a cumnatului care aveau studioul foto respectiv, au amenajat un laborator într-un garaj închiriat din strada Baross Gábor (actuala Horea) pentru producerea de hârtie fotografică denumită IMAGO, în 1947. Ideea producerii hârtiei a revenit lui Imre, care era fotograf amator și se ocupa cu aspectele practice ale producției iar Attila a început să studieze chimia fotografică și se ocupa de aspectele organizatorice și științifice.
Ca urmare a naționalizării, în toamna anului 1950 IMAGO a încetat să mai existe și a fost înlocuit de secția de hârtie foto din cadrul Întreprinderii de industrie locală „Lázár Ödön” din Târgu Mureș, unde între 1950 și 1960 Attila a fost director al fabricii. A părăsit fabrica de hârtie fotografică în favoarea carierei în învățământ ca urmare a unei decizii a directorului de la Întreprinderea „Nicolae Teclu” din Copșa Mică, de care fabrica de hârtie aparținea începând din 1956, ca valoarea înlocuirii hârtiei defecte să fie dedusă din salariul directorului de unitate.